# Jasmine (cantante 1976)
Jasmine Tatjana Anette Valentin, conosciuta semplicemente come Jasmine (Helsinki, 1976), è una cantante finlandese di etnia romaní.
Ha rappresentato la Finlandia all'Eurovision Song Contest 1996 con il brano Niin kaunis on taivas.

## Biografia
Nata nella capitale finlandese in una famiglia numerosa, Jasmine è salita alla ribalta all'inizio del 1996 con la sua partecipazione alla selezione eurovisiva finlandese, dove ha presentato il singolo Niin kaunis on taivas. Il televoto la scelta come rappresentante nazionale all'Eurovision Song Contest 1996 ad Oslo con una vittoria schiacciante: ha infatti ottenuto 68.000 voti, quasi il doppio rispetto alla seconda classificata, Eija Kantola. Il successo in madrepatria, tuttavia, non si è concretizzato alla manifestazione europea, dove a votare è stata esclusivamente una giuria: Jasmine è finita all'ultimo posto con 9 punti totalizzati, di cui 7 dall'Islanda e 2 dalla Norvegia. Il suo album di debutto Soittaja ha raggiunto la 36ª posizione della classifica finlandese, mentre il secondo album del 1997, Kielletyt leikit, non si è classificato. Nel 2007 Jasmine è comparsa su Yle TV1 come membro dell'orchestra Manne Menuetti; due anni dopo ha recitato nella serie Manne maailmalla, trasmessa sullo stesso canale.

## Discografia

### Album
- 1996 - Soittaja
- 1997 - Kielletyt leikit

### Singoli
- 1995 - Pieni sinikello
- 1996 - Niin kaunis on taivas
- 1997 - Yöhöni soi Johnny Guitar